# Otto Köhler (Journalist)

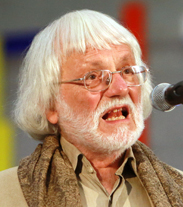
Otto Köhler, 2015

Otto Köhler (* 10. Januar 1935 in Schweinfurt) ist ein deutscher Journalist und Publizist.

## Leben
Otto Köhler erlebte das Kriegsende 1945 in einem kleinen Dorf bei Bad Kissingen als sogenannter Pimpf des Deutschen Jungvolks. Nach eigenem Bekunden konnte er zwei weitere Jahre lang nicht glauben, dass Hitler tot und der Krieg verloren war – entsprechend lange brauchte er, um sich mit der amerikanischen Literatur anzufreunden. Vor der Kurt-Tucholsky-Gesellschaft in Hamburg bekannte er ein halbes Jahrhundert später: „...Und hätte ich nicht die Gnade der allzu späten Geburt gehabt, in der Waffen-SS wäre ich auch noch gelandet.“
Als siebzehnjähriger Schüler trat Köhler der SPD bei, seit 1962 ist er parteilos. Von 1953 bis 1963 studierte er Philosophie, Germanistik, Geschichte und Volkswirtschaftslehre in Würzburg und Berlin. Im Laufe seines Studiums engagierte er sich beim Sozialistischen Deutschen Studentenbund.
In den folgenden Jahren war Köhler Medien-Kolumnist beim Spiegel, Redakteur bei Pardon und konkret. Er arbeitete für den WDR, den Deutschlandfunk, den Stern und die Zeit sowie für die Gewerkschaftszeitung Metall. Er ist regelmäßiger Beiträger der Tageszeitung junge Welt und publiziert in der Wochenzeitung Freitag, außerdem für die Zweiwochenschrift Ossietzky, die er auch mit herausgibt. Seit 1991 verfasst Köhler Gastkolumnen für die linke Tageszeitung Neues Deutschland. Er veröffentlicht Bücher zu geschichtlichen und politischen Themen. Köhler ist Mitglied des PEN-Zentrums Deutschland.
1980–1982 porträtierte Köhler in seiner konkret-Kolumne Der/die häßliche Deutsche u. a. Uwe Barschel, Hans Henning von Beust, Birgit Breuel, Reinhard Höhn, Otto Graf Lambsdorff, Gerhard Mayer-Vorfelder, Jürgen Möllemann, Elisabeth Noelle-Neumann und Werner Staak. Über Richard von Weizsäcker verfasste er für Konkret mehrere Beiträge, so etwa in Konkret 6/84 einen Text, der anlässlich des Todes Weizsäckers am 2. Februar 2015 auf Konkret-online erneut veröffentlicht wurde, sowie den Text Für Führer und Vaterland in Konkret 8/91, der dann auch unter dem Titel Für Führer und Vaterland: Weizsäcker siegte bis Moskau im 1996 veröffentlichten Konkret-Band Otto Köhlers Hitler ging – sie blieben – Der deutsche Nachkrieg in 16 Exempeln veröffentlicht wurde. Einen weiteren Text zu Weizsäcker veröffentlichte er im März 2010 zu dessen 90. Geburtstag in der Jungen Welt.
Im Jahr 2007 wurde der „scharfe Sprach- und Medienkritiker“ für sein Lebenswerk mit dem Kurt-Tucholsky-Preis ausgezeichnet.
Otto Köhler ist mit der Schriftstellerin Monika Köhler verheiratet. Er lebt bei Hamburg.

## Schriften
- Ich wollte ein deutscher Dichter werden – Kiesingers Worte an d. Nation. Hrsg. Otto Köhler. Mit einem Nachwort von Kurt Georg Kiesinger aus d. Jahre 1973 vorempfunden von Otto Köhler. Hoffmann u. Campe, Hamburg 1969.
- F. J. Strauß, der Kandidat des großen Geldes. Pressedienst Demokratische Initiative, München 1980, ISBN 3-88206-018-2. (PDI-Taschenbuch Nr. 5)
- Union konkret – Sicherheitsbeauftragter Friedrich Zimmermann. Vorwort von Rudolf Hartung. Pressedienst Demokratische Initiative, München 1983. (PDI-Blick nach Rechts Sonderausgabe Nr. 10)
- ... und heute die ganze Welt. Die Geschichte der IG Farben und ihrer Väter. Hamburg 1986.
- Wir Schreibmaschinentäter. Journalisten unter Hitler und danach. Köln 1989.
- Die große Enteignung. Wie die Treuhand eine Volkswirtschaft liquidierte. München 1994.
- Die große Enteignung. Wie die Treuhand eine Volkswirtschaft liquidierte. Neue Ausgabe. Das Neue Berlin, Berlin 2011, ISBN 978-3-360-02127-4.
- Unheimliche Publizisten. Die verdrängte Vergangenheit der Medienmacher. Unter Mitarbeit von Monika Köhler, Droemer & Knaur, München 1995, ISBN 3-426-80071-3.
- Hitler ging – sie blieben. Der deutsche Nachkrieg in 16 Exempeln. Hamburg  1996, ISBN 3-930786-04-4.
- Rudolf Augstein. Ein Leben für Deutschland. München 2002, ISBN 3-426-27253-9.

## Auszeichnungen
- 1963 Deutscher Journalistenpreis[13]
- 2007 Kurt-Tucholsky-Preis (zusammen mit Lothar Kusche)